# Lomandra mucronata
Lomandra mucronata là một loài thực vật có hoa trong họ Măng tây. Loài này được (R.Br.) A.T.Lee mô tả khoa học đầu tiên năm 1972.